# Helferich-Synthese
Die Helferich-Synthese oder  -Methode, auch Helferich und Schmitz-Hillebrecht-Synthese, ist eine Namensreaktion in der Organischen Chemie. Beschrieben wurde sie erstmals 1933 von dem deutschen Chemiker Burckhardt Helferich (1887–1982) und dem Chemiker Ernst Schmitz-Hillebrecht. Sie dient der direkten Synthese von Phenylglykosid aus Monosaccharid-Pentaacetat und Phenol unter saurer Katalyse.

## Übersichtsreaktion
Bei dieser Reaktion reagiert ein fünffach acetylierter Kohlenhydrat-Ring mit Phenol im sauren Milieu zu acetyliertem Phenylglykosid. In Anwesenheit von ZnCl2 entsteht das α-Glykosid mit dem Phenoxy-Rest in axialer Position. Bei Zugabe von p-Toluolsulfonsäure (TsOH) bildet sich jedoch das β-Glykosid mit dem Phenoxy-Rest in äquatorialer Position.

## Reaktionsmechanismus

### Katalysator Zinkchlorid – α-Glykosid-Bildung
Im vorgeschlagenen Reaktionsmechanismus entsteht ein α-Phenylglykosid 3:
Es wird angenommen, dass das Sauerstoffatom im Kohlenhydratring und das der Carbonylgruppe von 1 zunächst mit dem ZnCl2 wechselwirkt. Zu 2 wird anschließend das Phenol hinzugegeben. In einem Übergangszustand greift das Phenol von der Unterseite an und es kommt zur Bildung des α-Phenylglykosids 3.

### Katalysatorp-Toluolsulfonsäure – β-Glykosid-Bildung
Das β-Phenylglykosid 3 entsteht – nach Zerong Wang – entlang der folgenden Reaktionskette:
Bei der Einwirkung von TsOH auf 1 wird zunächst Essigsäure (AcOH) abgespalten, so entsteht das Oxoniumion 2. Bei Zugabe von Phenol abstrahiert das Tosylat-Anion zunächst ein Proton unter Bildung eines Phenoxy-Anions, das sogleich 2 angreift, wobei  sich diastereoselektiv das β-Glykosid  3 bildet.